# National Geographic Wild
National Geographic Wild (anteriormente conocido como Nat Geo Wild) es un canal de televisión por cable internacional que se enfoca en la emisión de programas relacionados con los animales, la vida salvaje y la exploración, es la señal hermana de National Geographic, propiedad de National Geographic Partners, The Walt Disney Company y operado por Disney Branded Television. 
En la madrugada del 31 de marzo de 2022, Nat Geo Wild finalizó sus emisiones en Latinoamérica, junto con FXM, Disney XD, Star Life y Nat Geo Kids.

## Historia
Fue inicialmente lanzado en el sudeste asiático, específicamente en Hong Kong, el 1 de enero de 2006 y luego en Singapur el 10 de agosto del mismo año, disponible en inglés, chino cantonés y malayo. Primero fue enfocado en la vida salvaje, flora, fauna e historia natural, más tarde se agregaron otras temáticas, como la exploración de hábitats y programas de aventura, pero siempre con relación a los animales. Luego se extiende a varias regiones.

### América Latina
Desde el 1 de noviembre de 2009, Nat Geo Wild está disponible en Latinoamérica y el Caribe siendo operado por Fox Networks Group Latin America. (Actualmente Disney Media Networks) Se lanzaron dos señales, primero únicamente en alta definición y luego en resolución estándar, con programación en simultáneo. En Brasil fue lanzado en 2010, pero solo en HD.
El 31 de agosto de 2018, el canal se renombró como National Geographic Wild. En junio de 2021, la señal Panregional junto con la señal Brasil se fusionaron para formar 1 sola señal que emitió en toda Latinoamérica, incluyendo a Brasil. Con este cambio, las promociones se emitieron con títulos en español y portugués brasileño, al igual que su doble pista de audio.
A inicios de enero de 2022, Disney anunció el cierre de National Geographic Wild en Latinoamérica el 31 de marzo, además del cese de otros canales de televisión que posee en la región como Star Life, Disney XD, FXM y Nat Geo Kids. El cambio viene como consecuencia del conglomerado en enfocarse más en sus plataformas Disney+ y Star+.

### Australia
La versión del canal se lanzó en Australia el 15 de noviembre de 2009 en Austar y Foxtel.
Un señal espejo de alta definición fue lanzado en Foxtel el 1 de noviembre de 2010. Aunque se esperaba que la señal HD también llegara al operador Austar a finales de 2010 o principios de 2011, tuvo que esperar hasta el 1 de julio de 2012, cuando Foxtel adquiriera Austar.
Nat Geo Wild, junto con National Geographic, dejó de transmitir oficialmente en Australia y Nueva Zelanda el 1 de abril de 2023.